# Ворцель, Станислав Габриэль
Станислав Габриэль Во́рцель (пол. Stanisław Gabriel Worcell; 26 марта 1799, с. Степания на Волыни — 3 февраля 1857, Лондон) — польский революционный демократ, социалист-утопист.

## Биография
В 1819 году окончил Волынский (Кременецкий) лицей.
Участник Польского восстания 1830—1831. После подавления восстания эмигрировал в Великобританию.
Идеолог левого крыла эмиграции. В 1835 был одним из организаторов первого польского революционно-демократического общества «Люд польский». Вместе с Йоахимом Лелевелем участвовал в создании организации «Зъедноченье» («Объединение»), что влилась после Краковского восстания 1846 в состав Польского демократического общества; в 1847 был избран его руководящий орган «Централя».
Дружил с А. Герценом, которому оказал помощь в создании первой вольной русской типографии, и с Дж. Мадзини.

С смертью Ворцеля демократическая партия польской эмиграции в Лондоне обмельчала. Им, его изящной, его почтенной личностью, она держалась.— Герцен, Былое и думы
Ежи Енджеевич посвятил Станиславу Ворцелю роман «Победа побежденных» (1974); в произведении идет речь о герое по имени Кремянец, где главный герой учился в Высшей Волынской гимназии.

## Сноски
1. ↑  Ткачев С., Ханас В. Ворцель Станислав-Габриэль… — С. 309.
2. ↑  allegro.pl Jerzy Jędrzejewicz: «Zwycięstwo Pokonanych». Opowieść o Stanisławie Worcellu, zawiera фотографии czarno-białe. — Warszawa: Instytut Wydawniczy PAX, 1974. (пол.)